# 車神 (電影)
《車神》是1992年上映的一部香港劇情片，由陸劍明執導，李修賢、任達華等主演。

## 劇情大綱
Tommy與Laura是一對情侶喜愛賽車，兩人是喜歡在公路上飛馳電單車。一晚，Tommy和黑幫老大大傻比賽，警方聞風設路障阻截，但大傻卻耍賴，Tommy的朋友與大傻及其手下產生衝突，過程中Tommy誤殺大傻手下。不久，李sir接手調查此案，大傻竟把所有責任推向Tommy，這令Tommy被警方通緝歸案。此時，Laura已有身孕，李sir跟蹤Tommy父親老頑童，就是為了大舉圍捕Tommy。在一天Laura突然感到肚子痛，Tommy不管警方，冒險送Laura入院產子，而因Tommy捨不得妻兒，所以不管警方的埋伏跑進醫院見自己和Laura的兒子...

## 主要演員
| 演員   | 角色                      |
| 李修賢 | 李Sir（粵語配音：朱子聰） |
| 任達華 | Tommy（粵語配音：陳欣）   |
| 劉嘉玲 | Laura（粵語配音：陸惠玲） |
| 吳孟達 | 老頑童                    |
| 成奎安 | 大傻（粵語配音：黃子敬）  |
| 紀家發 | 紀Sir（兇殺組組長）       |
| 林敬剛 | KK                        |
| 麥翠嫻 | Tommy姊                   |
| 翁杏蘭 | 李妻（粵語配音：陸惠玲）  |
| 曾江   | 曾Sir（粵語配音：馮志輝） |
| 林偉亮 | 細強                      |
| 夏佔士 | 佔士（粵語配音：黃志明）  |